# Марко Велфлі
Марко Велфлі (нім. Marco Wölfli, нар. 22 серпня 1982, Гренхен) — швейцарський футболіст, воротар клубу «Янг Бойз».
Майже усю кар'єру провів у «Янг Бойз», а також виступав за національну збірну Швейцарії, з якою був учасником ЧС-2010.

## Клубна кар'єра
Народився 22 серпня 1982 року в місті Гренкен. Вихованець юнацьких команд футбольних клубів «Гренкен», «Золотурн» та «Янг Бойз».

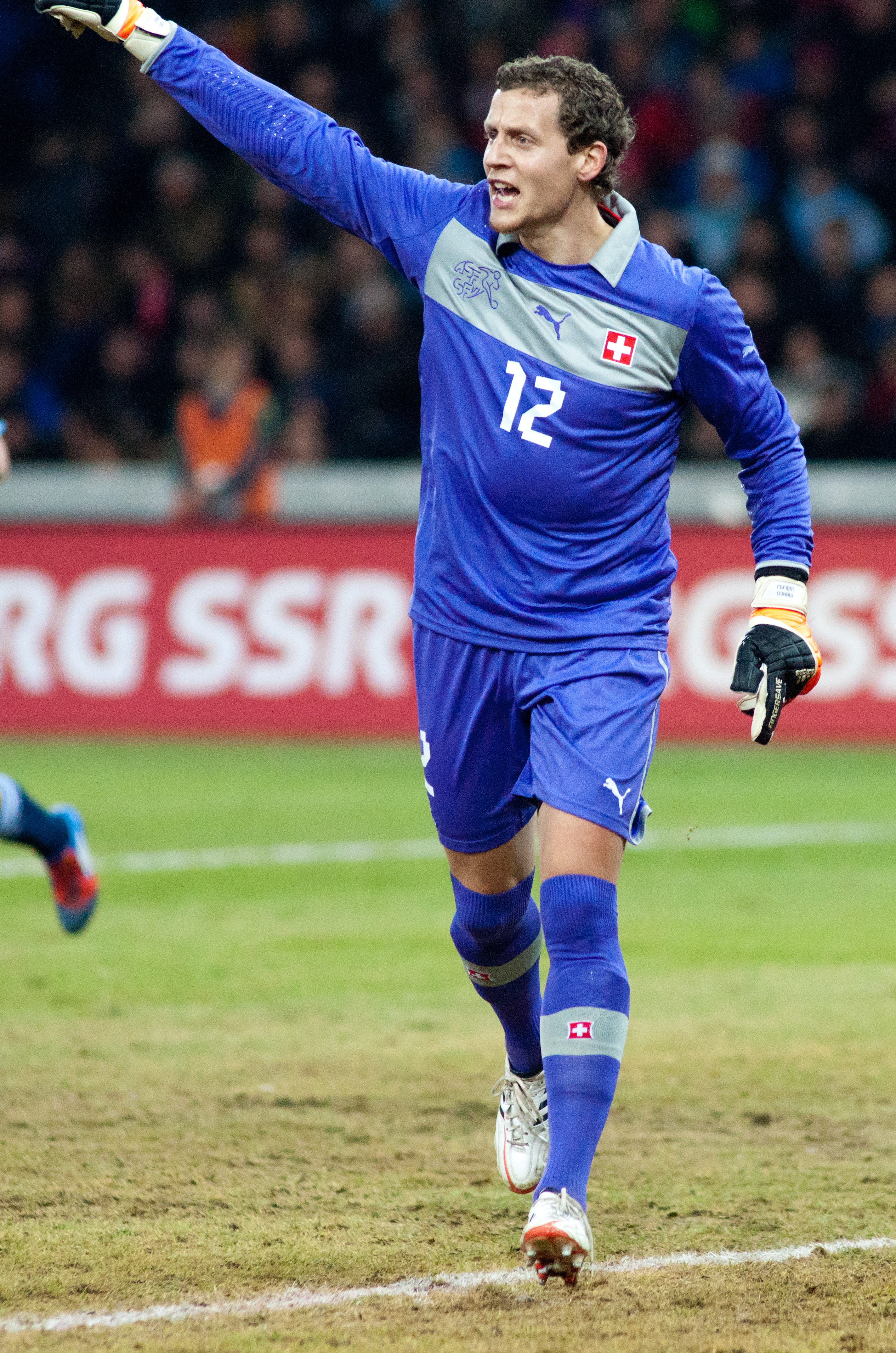
Велфлі у матчі за збірну Швейцарії. 29 лютого 2012 року

У дорослому футболі дебютував 1999 року виступами за команду клубу «Янг Бойз», в якій провів три сезони, взявши участь лише у 2 матчах чемпіонату.
2002 року Марко перейшов в «Тун», з яким добився підвищення в класі. В «Туні» Велфлі проявив себе як перспективний гравець і влітку 2003 року знову повернувся в «Янг Бойз», де відразу став основним голкіпером. Перед початком сезону 2009/10 став капітаном «Янг Бойз», замінивши на цьому посту багаторічного капітана Томаса Хаберлі, який завершив професійну кар'єру.
В грудні 2013 року отримав травму ахіллового сухожилля і на тривалий час вибув з гри. За цей час дублер Велфлі Івон Мвого добре себе проявив і витіснив Марко з основи, який після відновлення став лише дублером Мвого. Всього встиг відіграти за бернську команду 342 матчі в національному чемпіонаті.

## Виступи за збірні
Протягом 2001—2004 років залучався до складу молодіжної збірної Швейцарії. На молодіжному рівні зіграв у 25 офіційних матчах, пропустив 1 гол.
19 листопада 2008 року дебютував в офіційних матчах у складі національної збірної Швейцарії, зігравши в матчі з командою Фінляндії.
У складі збірної був учасником чемпіонату світу 2010 року у ПАР як один з дублерів Дієго Бенальйо, тому на поле не виходив.
Загалом провів у формі головної команди країни 11 матчів, пропустивши 11 голів.

## Титули і досягнення
- Чемпіон Швейцарії (2):

«Янг Бойз»: 2017-18, 2018-19